# Arrondissement de Hamelin-Pyrmont
L'arrondissement de Hamelin-Pyrmont est un arrondissement  ("Landkreis" en allemand) de Basse-Saxe  (Allemagne).
Son chef-lieu est Hamelin.

## Villes, communes et communautés d'administration
(Nombre d'habitants en 2006)
Einheitsgemeinden
| - 1. Aerzen, Flecken (11 763) - 2. Bad Münder am Deister, ville (18 443) - 3. Bad Pyrmont, ville (21 382) - 4. Coppenbrügge, Flecken (7 880) | - 5. Emmerthal [Siège : Kirchohsen] (11 025) - 6. Hamelin, grande ville autonome (58 696) - 7. Hessisch Oldendorf, ville (19 676) - 8. Salzhemmendorf, Flecken (10 436) |